# Albert Tanant
Albert Joseph Tanant (1869-1945) est un général de division français du XXe siècle, auteur de plusieurs ouvrages sur le rôle et les qualités d'un officier d’état-major. Les réflexions de l’auteur sont considérées comme restant très actuelles.
Il est né le 9 février 1869 à Charmes et est décédé le 18 mars 1945 à Grenoble.
Il est le père du colonel Pierre Tanant, connu en tant que auteur d’un ouvrage qui a fait référence sur le maquis du Vercors1, dont il était chef d'état-major militaire.

## Carrière
Il est élève à l'Ecole spéciale militaire de Saint-Cyr en 1888-1889 (« Grand Triomphe »), puis élève de la 33e promotion de l’école Supérieure de Guerre (1907-1911).
Lors de la déclaration de la guerre en 1914, il est chef de corps du 29e Bataillon de Chasseurs stationné dans l’est de la France. Après la bataille de la Marne (5 septembre 1914), il est nommé par le général Joffre à l'état-major général  de l'armée de Chalons devenue 3e Armée, en tant que chef du 3e bureau (chargé des opérations) puis chef d'état-major. Il commande la 33e division d'avril 1918 au 11 novembre 1918 en étant promu général de brigade le 21 septembre 1918.
Il commande l'Ecole spéciale militaire de Saint-Cyr de 1919 à 1925.
Il est promu général de division ayant rang de commandant de corps d'armée le 23 juin 1925. Il commande la 43e Division d'Infanterie à Strasbourg puis est promu commandant de la Xe région militaire à Rennes en 1928. Atteint par la limite d'âge en 1931, il se retire à Saint-Dié.
Il est le père de 5 enfants, dont 3 garçons ayant tous embrassé la carrière militaire, dont le Colonel Pierre Tanant (1907-1988), connu en tant que chef d’état major du maquis du Vercors et auteur d’un ouvrage qui a fait référence sur cet épisode important de la résistance intérieure française ("Vercors, haut lieu de France").
Il est Grand officier de la légion d'honneur (décembre 1930).

## Activités politiques
Membre des Croix-de-feu, il préside la réunion constitutive de la section d'Épinal en 1933 et en devient président d'honneur. Il fait partie des réseaux « nationaux » en 1934-1935, à Épinal et à Saint-Dié, afin d'œuvrer à l'union des droites. Il participe à l'assemblée générale du Centre vosgien d'action républicaine, sociale et agraire - structure locale liée à la Fédération républicaine et aux Jeunesses patriotes - à Épinal en juin 1935.  Il préside le Front national de Saint-Dié, constitué au printemps 1934. Il en est le président d'honneur en 1935. Le Front national implose à Saint-Dié au moment des municipales en 1935.
Il participe à la fondation en décembre 1935 d'un périodique local, L'Avenir des Vosges (1935-1936), chargé de préparer les élections de 1936 et de promouvoir « l'entente, l'union dans l'action contre des adversaires unis » et « la discipline contre la tyrannie moscovite ». Son nom est mis en avant. Il est actionnaire de la société qui l'édite, la Presse déodatienne.

## Ouvrages
Le général Albert Tanant est l'auteur de plusieurs ouvrages et articles, notamment :
- « La troisième armée dans la bataille, souvenir d’un chef d’état-major » - collection de l'École supérieure de guerre - 1919, 1922 - récit autobiographique couvrant la période allant de l’immédiat avant-guerre à la fin de la bataille de Verdun (juin 1916) . Il s’agit d’un carnet de route dans lequel l’auteur décrit de manière chronologique ses activités d’officier d’état-major d’armée. Cet ouvrage met en relief trois types de problèmes liés au fonctionnement interne des états-majors en temps de guerre qu’il convient dès le temps de paix de prendre en considération. Son rôle est à la fois de conduire les opérations mais aussi de rassurer, de motiver, voire de galvaniser les unités dans des situations extrêmes. Par ailleurs, avec mesure mais sans concession, il indique ses doutes sur l’efficacité de la doctrine de l’offensive à outrance et notamment de l’effet que produira la charge à la baïonnette face à la puissance de feu moderne. Il livre aussi ses réflexions personnelles sur les qualités d’un officier d’état-major, ses rapports avec le général commandant l’armée et les officiers commandant la troupe. Il met également en relief l’évolution des structures de l’état-major d’armée en deux ans de conflit dont l’augmentation inquiétante de leurs effectifs. 150 officiers pour un état-major d’armée en pleine bataille de Verdun[5].
- « La Discipline dans les armées françaises »

- Prix Montyon 1938 de l’Académie française
- « Napoléon, chef de guerre » - article de la Revue de Paris - 1920 - où il réfute l'idée que tous les principes appliqués à l'époque Napoléonienne puissent être appliqués sans être adaptés. Dans cet article le général Tanant explique que "[les] revers de 1914 s'expliquent par un attachement maladroit aux prétendus principes napoléoniens ». Il dégage le principe essentiel de la méthode napoléonienne et identifie les principes napoléonien toujours d'actualité (il ne s'agit pas d'être le plus fort au total, il faut l'être au point voulu, concentration des forces par l'économie des forces, quand l'armée principale de l'ennemi est battue le reste tombe tout seul)[6].
- « L’officier de France » - la Renaissance du livre Paris - 1927 - 5 éditions

- Prix Montyon 1927 de l’Académie française
- « Plutarque n’a pas menti » - la Renaissance du livre - 3 édition de 1925 à1930 - écrit en réponse au livre polémique "Plutarque a menti" de Jean de Pierrefeu attaquant les officiers et à leurs méthodes tactiques et stratégiques, bâti comme un dialogue fictif entre l’auteur et son « démon familier » incarnation d’un esprit conforme aux « bonnes mœurs françaises »[7].